# Halbbaumwolle
Halbbaumwolle sind glatte oder gemusterte Gewebe (z. B. Wäschestoffe) aus Flachs- und Baumwollgarnen, jeweils in Kette oder Schuss. Halbbaumwolle wurde bereits im 19. Jahrhundert in Deutschland verarbeitet.

## Einzelnachweis
1. ↑  
Der Weberaufstand. www.zeit.de, 3. Juni 1994, abgerufen am 16. April 2009.